# ②ペイント イット ゴールド
『②ペイント イット ゴールド』（ツーペイント イット ゴールド）は、後藤真希の2枚目のオリジナル・アルバム。

## 概要
自身主演のミュージカル・サウンドトラックを挟んで『マッキングGOLD①』以来1年ぶりのオリジナル・アルバム。シングル表題曲4曲を収録。カバーも3曲含まれているため、純粋なアルバム用楽曲は4曲のみ。三方背BOXパッケージ仕様。

## 収録曲
全作詞・作曲：つんく
1. うわさのSEXY GUY
編曲：鈴木Daichi秀行
6thシングル。つんく♂曰く「後藤真希の“声”でアルバムを始めたかった」との事。
2. 原色GAL 派手に行くべ!
編曲：高橋諭一
3. LOVE。BELIEVE IT!
編曲：AKIRA
4. 抱いてよ! PLEASE GO ON
編曲：鈴木Daichi秀行
5. 幸せですか?（後藤 Version）
編曲：鈴木Daichi秀行
セクシー8（シャッフルユニット）名義でリリースした曲のセルフカバー。
6. 涙の星
編曲：前嶋康明
7. くちづけのその後（後藤 Version）
編曲：高橋諭一
モーニング娘。3rdアルバム「3rd -LOVEパラダイス-」収録曲のセルフカバー。
8. 未来の扉（後藤withメロン記念日）
編曲：今井了介
モーニング娘。1stアルバム「ファーストタイム」収録曲のカバー。メロン記念日とコラボレートしている。
9. 秘密
編曲：朝井泰生
17thシングル「シークレット」とは別曲。
10. ペイント イット ゴールド
編曲：棚橋UNA信仁
11. スクランブル
編曲：鈴木Daichi秀行

## 参加ミュージシャン
うわさのSEXY GUY
- プログラミング：鈴木Daichi秀行
- オルガン：河合代介
- コーラス：つんく

原色GAL 派手に行くべ!
- プログラミング：高橋諭一
- ギター：こーじ
- コーラス：後藤真希・つんく

LOVE。BELIEVE IT!
- プログラミング&コーラス：AKIRA

抱いてよ! PLEASE GO ON
- 全ての楽器：鈴木Daichi秀行
- コーラス：後藤真希・稲葉貴子・保田圭・つんく

幸せですか？ (後藤 Version)
- プログラミング&ギター：鈴木Daichi秀行
- コーラス：後藤真希・AKIRA・つんく

涙の星
- ピアノ：前嶋康明
- ストリングス：桑野聖ストリングス

くちづけのその後 (後藤 Version)
- ギター&プログラミング：高橋諭一
- ドラム：佐野康夫
- ベース：小松秀行
- ギター：こーじ
- コーラス：後藤真希・つんく

未来の扉 (後藤withメロン記念日)
- ボーカル&コーラス：後藤真希・メロン記念日
- プログラミング&ターンテーブル：今井了介
- エレクトリックギター：稲葉政裕
- コーラス：つんく

秘密
- ギター&プログラミング：朝井泰生
- エレクトリックピアノ：秋田慎治
- ギター：こーじ
- コーラス：稲葉貴子

ペイント イット ゴールド
- プログラミング&ギター：棚橋UNA信仁
- コーラス：稲葉貴子

スクランブル
- 全ての楽器：鈴木Daichi秀行
- コーラス：後藤真希・つんく